# 罗韦塔屠杀
罗韦塔屠杀是指1945年4月27至28日夜间，43名被俘意军士兵在罗韦塔遭处决。遇害战俘隶属于意大利社会共和国的国民共和国卫队的塔利亚门托军团第1突击师“M”。
4月28日，来自加里波第第3烈士旅、卡莫奇旅以及绿色火焰旅的一群游击队员来到村中，将在学校里等待转移的投降士兵们拉到了公墓附近的一個地点。在此过程中，战俘中有一位名叫费尔南多·卡乔洛（Fernando Caciolo）的士兵成功脱逃，躲藏了起来，最终在牧师唐·布拉维的家中躲了三个月，之后才返回故乡阿纳尼村。在公墓附近，游击队组织了两支行刑队，将43名战俘全部枪决，这些人中最年长者不过22岁，最年幼者只有15岁。有三人因年纪过小而被放过。被处决的人中有一位名叫朱塞佩·曼奇尼（Giuseppe Mancini）的士兵，他时年20岁，是最后一个被枪决的战俘，他在被处决前还被迫参与了对战友们的处刑。人们后来才知道，曼奇尼是贝尼托·墨索里尼的妹妹艾德薇吉·墨索里尼的儿子，也就是贝尼托·墨索里尼的侄子。
屠杀事件的责任被归咎于生于斯洛文尼亚的游击队员保罗·波杜杰，他也是英国特別行動執行處的特工。就是他下达了将战俘们从学校拉走并处决的命令。
意大利检察官于1946年开始对事件展开刑事诉讼。但在1951年得出的结论则是，当年的那场即刻处决属战争行为，不能算作战争罪行，因此无人被判有罪。波杜杰于1999年7月8日逝世。